# Азангулово
Азангу́лово (баш. Аҙанғол) — деревня в Мечетлинском районе Республики Башкортостан Российской Федерации. Входит в состав Новомещеровского сельсовета.

## География

### Географическое положение
Находится на правом берегу реки Ай.
Расстояние до:
- районного центра (Большеустьикинское): 29 км,
- центра сельсовета (Новомещерово): 6 км,
- ближайшей ж/д станции (Сулея): 97 км.

## Население
| 1939 | 1959 | 1970 | 1979 | 1989 | 2002 | 2009 |
| ---- | ---- | ---- | ---- | ---- | ---- | ---- |
| 287  | ↘273 | ↗306 | ↘248 | ↗266 | ↗296 | ↗308 |
| 2010 |      |      |      |      |      |      |
| ↗326 |      |      |      |      |      |      |

Национальный состав
Согласно переписи 2002 года, преобладающая национальность — башкиры (100 %).

## Религия
Ислам 
- Мечеть